# Franz Oppenhoff
Franz Oppenhoff, né le 18 août 1902 à Aix-la-Chapelle et assassiné en cette même ville, le 25 mars 1945, était un avocat allemand qui endossa le rôle de maire d'Aix-la-Chapelle à la demande des forces alliées lors de la débâcle allemande en 1944. Il fut assassiné, sur ordre d'Heinrich Himmler, par les Werwolfs, le 25 mars 1945.

## Éléments biographiques
Franz Oppenhoff est né le 18 août 1902 à Aix-la-Chapelle. Il entame des études de droit à l'université de Cologne et travaille comme avocat durant la Seconde Guerre mondiale. Spécialisé en droit nazi, il fut le conseil de l'évêque d'Aix-la-Chapelle, Johannes Joseph van der Velden (de) et défendit certaines affaires concernant des entreprises juives. Conscient du fait que la Gestapo s'intéressait à lui, il s'installa à Eupen, de l'autre côté de la frontière, en septembre 1944, emmenant son épouse et ses trois filles avec lui.
Après la bataille d'Aix-la-Chapelle, en octobre 1944, les Alliés souhaitaient mettre en place un allemand non-nazi à la tête de la cité. Franz Oppenhoff, alors âgé de 42 ans, accepta cette fonction.
Lors de sa prise de fonction, le 31 octobre 1944, aucune photo de presse ne fut autorisée ni même la divulgation de son nom en raison des relais nazis toujours actifs et susceptibles de représailles. Le journal SS, Das Schwarze Korps, avait en effet écrit plus tôt en octobre que tout Allemand collaborant avec l'armée d'occupation serait puni de mort dans le mois.

## Opération Carnaval
Franz Oppenhoff était considéré comme un traître et un collaborateur par le régime nazi. Son assassinat dans le cadre de l'opération Carnaval (Unternehmen Karneval) fut directement ordonné par Heinrich Himmler et planifiée par le SS-Obergruppenführer Hans-Adolf Prützmann, qui réunit un groupe de quatre membres de la SS et de deux personnes issues de la Jeunesse hitlérienne.
L'unité spéciale fut commandée par le SS-Untersturmführer Herbert Wenzel, qui était un officier d'entraînement des Werwolfs, au château (de) d'Hülchrath. Wenzel s'occupa de réunir le matériel et de définir la méthode. L'Unterscharführer Josef Leitgeb, également instructeur à Hülchrath, était le chef en second. Ilse Hirsch (de), une Hauptgruppenführerin de la Bund Deutscher Mädel, était censée venir en appui, mais jouera un rôle important lors de l'opération. Wenzel s'adjoint également les services d'un werwolf alors âgé de 16 ans, Erich Morgenschweiss. Enfin, deux autres membres issus de la police des frontières allemande complétaient l'unité en vue de les guider dans la région d'Aix-la-Chapelle. 
L'unité fut parachutée au-dessus de la forêt belge par un B-17 pris à l'ennemi, le 20 mars 1945. Un garde-frontière belge fut tué. Le groupe fit ensuite mouvement pour établir un campement à proximité de la cible. Hirsch fut séparée du groupe mais se rendit par ses propres moyens à Aix-la-Chapelle où elle contacta un ami du BDM qui lui permit d'identifier l'endroit où se tenait Oppenhoff. Le reste de l'unité atteignit Aix-la-Chapelle le 25 mars 1945. Wenzel, Leitgeb et un troisième commando accostèrent Oppenhoff sur le seuil de sa maison tandis qu'il rentrait d'une fête chez des voisins. Ils prétendirent être des pilotes allemands cherchant à regagner les lignes allemandes. Oppenhoff tenta de les persuader de se rendre aux autorités américaines arguant que la guerre était finie. Wenzel hésita, contrairement à Leitgeib, qui lança un Heil Hitler et abattit Oppenhoff d'une balle dans la tête. Juste avant l'arrivée d'une patrouille américaine qui venait vérifier les lignes coupées par Wenzel, le trio se disperse et disparaît.
Lors de leur fuite, Hirsch activa une mine terrestre qui la blessa et tua Leitgeb. Après-guerre, les survivants de l'opération, à l'exception de Wenzel, furent arrêtés et jugés. Lors du procès, en octobre 1949, ils furent reconnus coupables et condamnés à des peines allant d'une à quatre années d'emprisonnement. Hirsch et un autre membre du commando furent relaxés.
Franz Oppenhoff est inhumé au cimetière de l'Est d'Aix-la-Chapelle.